# John Tipton

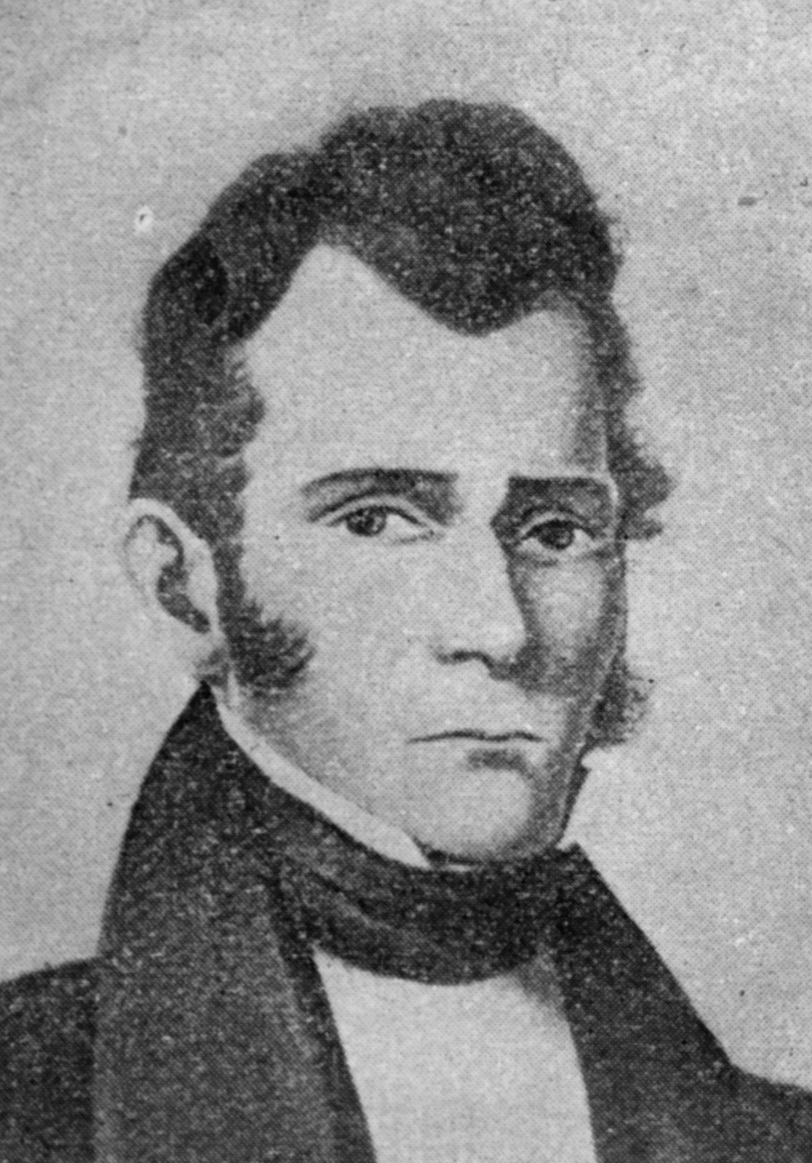
John Tipton

John Shields Tipton (* 14. August 1786 bei Sevierville; † 5. April 1839 in Logansport, Indiana) war ein US-amerikanischer Armeeoffizier und Politiker (Demokratische Partei). Er vertrat den Bundesstaat Indiana im US-Senat.
Der im heutigen Sevier County geborene Tipton verlor schon früh seinen Vater, der von Indianern getötet wurde. Sein Großonkel, der ebenfalls John Tipton hieß, gehörte zu den prominenten Persönlichkeiten des Gebietes, weshalb er zeitweise zum Ziel von Aktionen der Anhänger eines von Tennessee unabhängigen State of Franklin wurde.
Als er 17 Jahre alt war, zog John Tipton ins Harrison County im Indiana-Territorium. Dort heiratete er 1806 Martha Shields; die Ehe wurde 1816 geschieden. Er wurde in seiner neuen Heimat als Farmer tätig und trat einer Miliz bei, die ihn und andere Siedler vor Indianerangriffen schützen sollte. Während der Schlacht bei Tippecanoe kommandierte er die Kompanie der Yellow Jackets; später standen die Indiana Rangers im Britisch-Amerikanischen Krieg unter seinem Befehl. Zu diesem Zeitpunkt bekleidete Tipton den Rang eines Majors. Nach dem Friedensschluss wurde er zum Brigadegeneral befördert.
In der Folge schlug Tipton eine politische Laufbahn ein. Er war von 1819 bis 1823 Abgeordneter im Repräsentantenhaus von Indiana; während dieser Zeit gründete er die heutige Stadt Columbus, die ursprünglich den Namen Tiptonia trug. Er gehörte Kommissionen an, in denen über die neue Staatshauptstadt diskutiert wurde, und beteiligte sich an der Beilegung von Grenzstreitigkeiten zwischen Indiana und Illinois. 1823 wurde er United States Indian Agent und führte in dieser Funktion offizielle Verhandlungen mit den Stämmen der Potawatomi und der  Miami. Als die Gespräche mit den Potawatomi nicht erfolgreich verliefen, leitete Tipton deren gewaltsame Umsiedlung ins heutige Kansas ein; die Aktion, die mehr als 40 Indianer das Leben kostete, wurde unter dem Namen Potawatomi Trail of Death bekannt.
Tipton, der 1825 ein zweites Mal geheiratet hatte, wurde im Jahr 1831 von der Indiana General Assembly zum Nachfolger des verstorbenen US-Senators James Noble gewählt; zwischenzeitlich hatte Robert Hanna dessen Mandat kommissarisch wahrgenommen. Am 9. Dezember 1831 zog Tipton in den Senat ein, wo er nach einer Wiederwahl im folgenden Jahr bis zum 3. März 1839 verblieb. Während dieser Zeit war er unter anderem Vorsitzender des Committee on Roads and Canals sowie des Committee on Indian Affairs. Aus gesundheitlichen Gründen verzichtete er auf eine erneute Kandidatur; zwei Wochen nach seinem Ausscheiden aus dem Senat verstarb er in Logansport, einer von ihm mitbegründeten Stadt. Das Tipton County in Indiana und dessen Verwaltungssitz Tipton sind nach John Tipton benannt.